# Castillo de Yamagata
El castillo de Yamagata (山形城, Yamagata-jō) fue un castillo japonés construido en llano sito en el centro de la ciudad de Yamagata, al este de la Prefectura de Yamagata, Japón. Durante el periodo Edo, el castillo de Yamagata fue la sede del daimio del Dominio de Yamagata. El castillo era también conocido como "Ka-jō" (霞城) ("castillo de la bruma"). 
Los terrenos del castillo están protegidos como Sitio Histórico Nacional por el gobierno japonés

## Historia
El primer castillo erigido en este lugar data del periodo Muromachi medio, cuando Shiba Kaneyori se estableció domo señor del área circundante de la Provincia de Dewa y construyó una residencia fortificada en el lugar de lo que hoy es el patio principal del castillo de Yamagata. Más tarde cambió su nombre a Mogami Kaneyori, y el clan Mogami continuó rigiendo durante aproximadamente 275 años.
Mogami Yoshiaki reconstruyó el castillo en 1592, añadiéndole un segundo recinto (ninomaru) y un tercer recinto (sannomaru) y varias torres de vigilancia (yagura) de dos y tres pisos. El castillo carecía de torre del homenaje. En la época de la batalla de Sekigahara (1600) el clan Mogami gobernaba sobre un dominio de 570.000 koku mas, en 1622, fue desposeído por el shogunato Tokugawa. Después de ello, el Dominio de Yamagata y el castillo fueron pasando por las manos de varios clanes -frecuentemente durante menos de una generación- y sus ingresos se vieron severamente reducidos. A mediados del periodo Edo el recinto central se encontraba en estado de ruina, el segundo recinto se usaba como residencia del daimio y la mitad occidental del tercer recinto se usaba como tierra de labranza.
Durante la restauración Meiji el castillo estaba en manos del clan Mizuno. Cuando en 1871 se abolieron los dominios feudales el de Yamagata se convirtió en la Prefectura de Yamagata y, en 1872, los terrenos del castillo fueron vendidos al gobierno y empleados como base del 32º Rgto. de Infantería del Ejército Imperial Japonés. Después de la guerra ruso-japonesa se plantaron numerosos cerezos alrededor de los terrenos del castillo (1906). 

### El castillo hoy
Después de la Segunda Guerra Mundial los terrenos del castillo se convirtieron en el Parque Kajo, que contiene el Museo de la Prefectura de Yamagata. La Puerta Este del castillo y la torre principal fueron restaurados el año 1986, y la puerta Higashi-otemon (puerta del oeste) del segundo recinto en 1991. El año 2004 se restauró la cantería de la puerta Inchimon y en 2006 un puente que conducía al recinto principal. Están en marcha restauraciones e investigaciones arqueológicas, y la ciudad de Yamagata planea restaurar en la medida de lo posible el castillo a su aspecto pre-Edo para el año 2033. El castillo fue incluido en la lista de "Los 100 Mejores Castillos de Japón" de la Japanese Castle Foundation (日本城郭協会 Nihon Jōkaku Kyōkai) el año 2006.